# هری بریمن
هری بریمن (انگلیسی: Harry Bearryman; ۲۶ سپتامبر ۱۹۲۴ – دسامبر ۱۹۷۶ (age 52)) بازیکن فوتبال اهل بریتانیا بود.
از باشگاه‌هایی که در آن بازی کرده‌است می‌توان به باشگاه فوتبال چلسی، باشگاه فوتبال متروپولیتان پلیس، و باشگاه فوتبال کولچستر یونایتد اشاره کرد.